# Wien Erzherzog-Karl-Straße
Wien Erzherzog-Karl-Straße egy ausztriai vasútállomás Bécs 22. kerületében, Donaustadtban.

## Vasútvonalak
Az állomást az alábbi vasútvonalak érintik:
- Laaer Ostbahn
- Marchegger Ostbahn

## Kapcsolódó állomások
A vasútállomáshoz az alábbi állomások vannak a legközelebb:
- Wien Stadlau
- Wien Hirschstetten
- Gerasdorf vasútállomás

## Forgalom
| Vonal | Útvonal |
| ----- | --- |
|       | Regionális-vonatok Wien Hauptbahnhof, Raasdorf, Marchegg felé |
| S80   | Wien Hütteldorf – Wien Speising – Wien Meidling – Wien Matzleinsdorfer Platz – Wien Hauptbahnhof 9-12 – Wien Simmering – Wien Haidestraße – Wien Praterkai – Wien Stadlau – Wien Erzherzog-Karl-Straße – Wien Hirschstetten – Wien Aspern Nord |

## Megközelítése közösségi közlekedéssel
- Villamos:  25
- Autóbusz:  26A, 86A, 87A, 94A, 95A, 96A
- Éjszakai autóbusz:  N90